# Anorganische chemie
Anorganische scheikunde is de tak van de scheikunde die zich bezighoudt met anorganische chemische verbindingen; dat wil zeggen met verbindingen die normaal gesproken geen koolstofatomen bevatten, zoals mineralen, zouten, en metalen, maar ook water. Verbindingen mét koolstof kunnen ook anorganisch zijn, zoals koolstofdioxide. De scheiding tussen organisch en anorganisch is niet altijd volledig duidelijk, maar doorgaans richt de organische chemie zich vooral op de chemie van verbindingen die het element koolstof bevatten.

## Subdisciplines van de anorganische chemie
De anorganische chemie kan op verschillende wijzen verder ingedeeld worden. Zo kan men naar de desbetreffende element spreken van zwavelchemie, chloorchemie of de chemie van de lanthanoïden. Een andere indeling is naar groepen vergelijkbare verbindingen, bijvoorbeeld de vastestofchemie die voornamelijk naar kristallijne verbindingen kijkt, of de organometaalchemie die - vaak oplosbare - moleculaire verbindingen bestudeert met een directe binding tussen metaal en koolstof. Daarnaast krijgt ook de studie van anorganische polymeren en glazen in toenemende mate aandacht.
De anorganische chemie heeft overlap met de katalyse, fysische chemie, elektrochemie, geochemie en mineralogie.

## Aspecten van anorganische chemie in het dagelijks leven
Voorbeelden van anorganisch-chemische processen in het dagelijks leven zijn:
- De katalysator in een auto; deze bevat vaak metalen zoals rodium en platinum die bijvoorbeeld milieubelastende stikstofoxiden (NOx) kunnen omzetten naar stikstof en zuurstof[1][2]
- Het filteren van zwavel uit rookgassen zodat het niet in de atmosfeer terechtkomt
- Het zuiveren van silicium voor de productie van micro-elektronica
- Het versterken of roestvast maken van staal of andere materialen door toevoegingen
- Vuurwerk
- Magneetbanden en optische schijven voor opslag van gegevens